# Jennifer Hammon
Jennifer Leigh Hammon (* 7. März 1973 in Winter Park, Florida oder Orlando, Florida) ist eine US-amerikanische ehemalige Schauspielerin.

## Leben
Hammon besuchte die Florida State University und schloss mit einem Bachelor of Fine Arts ab. Im Jahr 1997 spielte sie die Hauptrolle der Allyson Roper in Robert Kubilos’ Filmdrama Der Blick durchs Schlüsselloch (Originaltitel: Allyson Is Watching). Bekanntheit erlangte sie durch ihre Rolle Karen Wexler in der Seifenoper Port Charles, die sie von 1997 bis 1999 verkörperte und für die sie 1998 eine Nominierung für den Soap Opera Digest Award in der Kategorie „Outstanding Female Newcomer“ erhielt.
Hammon war auch in den Filmen Das mörderische Klassenzimmer (1997), Mach 2 (2000) und Furz der Film (2000) zu sehen. Zu den weiteren Fernsehserien, in denen sie spielte, zählen Super Force (1991), JAG – Im Auftrag der Ehre (2000), Star Trek: Raumschiff Voyager (2001) und Akte X – Die unheimlichen Fälle des FBI (2001). Ihre Filmografie umfasst mehr als zehn Einträge. Seit 2001 trat sie nicht mehr als Schauspielerin in Erscheinung. Des Weiteren war sie während der Produktion der Filme Last Samurai (2003) und Collateral (2004) als Produktionsassistentin für Tom Cruise tätig.

## Filmografie
- 1991: Super Force (Fernsehserie, eine Folge)
- 1991: Welcome Freshmen (Fernsehserie, eine Folge)
- 1997: Das mörderische Klassenzimmer (Killing Mr. Griffin, Fernsehfilm)
- 1997: Der Blick durchs Schlüsselloch (Allyson Is Watching)
- 1997–1999: Port Charles (Fernsehserie)
- 2000: JAG – Im Auftrag der Ehre (JAG, Fernsehserie, eine Folge)
- 2000: Mach 2
- 2000: Furz der Film (Artie)
- 2000: Sheena (Fernsehserie, eine Folge)
- 2001: Star Trek: Raumschiff Voyager (Star Trek: Voyager, Fernsehserie, eine Folge)
- 2001: Akte X – Die unheimlichen Fälle des FBI (The X-Files, Fernsehserie, eine Folge)

## Auszeichnungen und Nominierungen
- 1998: Nominierung für den Soap Opera Digest Award in der Kategorie „Outstanding Female Newcomer“ für Port Charles